# Senca nad Innsmouthom
Senca nad Innsmouthom (angleško The Shadow over Innsmouth) je fantazijska novela ameriškega pisatelja Howarda P. Lovecrafta. Delo spada med t. i. cthulhuovske mite, ki obravnavajo Velike starodavne, tj. starodavna zunajzemeljska božanstva, ter popolno nemoč človeštva proti tem kozmičnim grozotam. Zajema znane lovecraftovske teme, kot so prepovedano znanje, ki skoraj brez izjeme človeka pripelje do blaznosti, podedovana krivda, pri kateri krvni potomci nikoli ne morejo ubežati madežem zločinov njihovih prednikov, ter nečloveški vplivi na človeštvo v smislu kultov, ki častijo omenjena božanstva.
Pripovedovalec je študent, ki potuje po Novi Angliji ter izve za Innsmouth, pristaniško mesto, ki je po epidemiji in družbenih nemirih v 19. stoletju propadlo do te mere, da ga ne prikazujejo več na zemljevidih. Navkljub opozorilom o izginulih in zblaznelih osebah se odloči za obisk mesta, med katerim hitro odkrije odbijajoči videz prebivalcev, skorumpiranost in propadlo stanje celotnega mesta. Med obiskom naleti na starejšega pijanca, znanega po pripovedovanju fantastičnih zgodb. Slednji mu pove za mornarje, ki so pluli po Južnih morjih in odkrili kult, ki je častil nesmrtne podvodne stvore in jim žrtvoval ljudi. Ti stvori naj bi sklenili dogovor z mornarji, po katerem naj bi jih pripeljali na osameli greben blizu Nove Anglije in jih častili, v zameno pa bi imeli neusahljivi dotok rib in zlata. Prebivalci mesta se žrtvovanju uprejo, vendar so pobiti med nočnim vpadom morskih pošasti, preživeli pa se povežejo v kult ter se zaobljubijo, da bodo žrtvovali ljudi in se parili s temi bitji. Rojeni otroci imajo sprva človeško podobo, sčasoma pa se preobrazijo v podvodne pošasti. Kljub opozorilom študent prenoči v hotelu ter komaj uide poskusu umora. Med begom spozna, da so prebivalci v resnici hibridna rasa, tj. napol ljudje, napol morske pošasti. Zaradi tega spoznanja omedli. Ko se ponovno zave, obvesti oblast, ki skrivaj uniči mesto in bližnji greben. Med kasnejšim raziskovanje družinskega drevesa izve, da njegovi daljni predniki izhajajo iz Innsmoutha, zaradi česar je prepričan, da ga čaka ista usoda kot prebivalce zloglasnega mesta.
Po noveli sta posneta dva filma, in sicer Dagon (2001) ter Cthulhu (2007), na njej pa v veliki meri sloni tudi videoigra Call of Cthulhu: Dark Corners of the Earth.